# Merlin (Vogel)

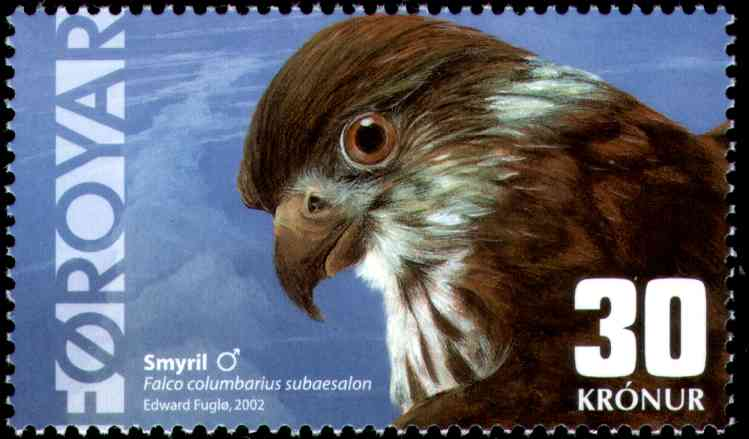
Der Merlin heißt auf den Färöern „Smyril“ und ist dort der einzige Raubvogel – Briefmarke von Edward Fuglø 2002

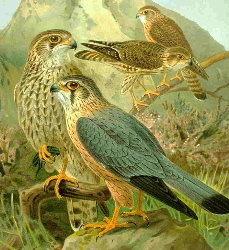

Der Merlin (Falco columbarius) ist ein Vogel aus der Familie der Falkenartigen (Falconidae). Merline sind kompakt gebaut und klein, die Männchen sind die kleinsten Falken Europas. Die Art bewohnt offene und halboffene Landschaften in weiten Teilen der nördlichen Holarktis. Nord- und nordosteuropäische Brutvögel erscheinen in Mitteleuropa regelmäßig als Durchzügler in kleiner Zahl im Herbst und Frühjahr sowie als Wintergast in offenen Landschaften aller Art, soweit diese reich an kleinen Vögeln sind.

## Name
Die deutsche Bezeichnung Merlin leitet sich aus dem niederländischen merlijn, mundartlichen merlin, die mit Abfall des s-Anlauts zu landschaftlich smerlijn, smerlin sich ableitet, beziehungsweise aus dem mittelfranzösischen esmerillon ab. Dagegen stammen die landschaftliche Erbsynonyme Schmerl, Schmirl, Schmerlin aus mittelhochdeutsch smirle, über althochdeutsch smerlo, smiril, im Sinne von ‚Zwergfalke‘. Das s hat sich im Laufe der Zeit im deutschen Sprachgebrauch abgeschliffen. In der isländischen beziehungsweise der färöischen Sprache heißt er noch smyrill beziehungsweise smyril. Im Niederländischen hat das westflämische, antwerpenische Erbwort smirrel, smierel seine Bedeutung zu ‚Taube‘ gewandelt, denn die Oberseite des Merlins ähnelt dem graublauen Federkleid der Ringeltauben-Männchen und deren Flugbild.
Die wissenschaftliche Artbezeichnung columbarius weist eigentlich auf einen Vogel hin, der Tauben fängt. Dazu hat der Merlin jedoch eine zu geringe Körpergröße. Carl von Linné benutzte diesen Namen zunächst für eine amerikanische Greifvogelart, der dann wegen der gleichen Färbung auf den Merlin übertragen wurde.

## Aussehen

### Erscheinungsbild ausgewachsener Merline
Der Merlin unterscheidet sich durch seine kompaktere Gestalt, den kürzeren Schwanz und die spitzeren Flügel vom heimischen Turmfalken. Auch ist er deutlich kleiner. Im Durchschnitt wiegt der Merlin lediglich 190 Gramm.
Das Männchen ist mit einer Körperlänge von 25 bis 30 Zentimeter und einer Spannweite von etwa 60 Zentimeter nur wenig größer als eine Misteldrossel. Als geschlechtsdimorphe Art unterscheidet sich das Federkleid des Männchens von dem des Weibchens. Die Körperoberseite ist schiefergrau. Der Nacken ist roströtlich. Die Unterseite dagegen ist hell isabell- bis rostfarben und weist eine dunkle Längsfleckung auf. Der graue Schwanz hat eine schwarze Endbinde.
Das Weibchen ist deutlich größer als das Männchen und erreicht eine Spannbreite von 67 Zentimeter. Es ist an der Körperoberseite dunkelbraun, während die Unterseite weiß mit dunklen Längsflecken ist. Der Schwanz ist kräftig dunkel gebändert.
Im Flugbild ähnelt der Merlin sehr dem viel größeren Wanderfalken.

### Erscheinungsbild der Nestlinge
Merlin-Jungvögel sind Nesthocker. Frisch geschlüpfte Nestlinge haben Daunen an Kopf, Körper und Schenkeln. Ihr erstes Daunenkleid ist rahmweiß und noch sehr dünn und kurz. Sie wechseln in ihr zweites Daunenkleid etwa ab dem achten Lebenstag. Dieses ist etwas länger und gröber. An der Körperoberseite ist es hell braungrau, während die Körperunterseite blassgrau ist. An Kinn, Kehle sowie am Bauch sind die Daunen grau mit weißer Spitze. Frisch geschlüpfte Daunenküken haben zunächst eine rosa Wachshaut, diese verändert sich mit zunehmenden Lebenstag zunächst in hellgrau und zu gelb. Der Schnabel ist beim Schlupf blass rosablau und verändert sich zu einem Schwarz.

## Verbreitung und Lebensraum
Der Merlin ist ein Brutvogel des kalt gemäßigten Nordens Eurasiens und Nordamerikas. Sein Verbreitungsgebiet erstreckt sich von Island und Großbritannien bis Ostsibirien, Alaska, Kanada und Nordamerika.

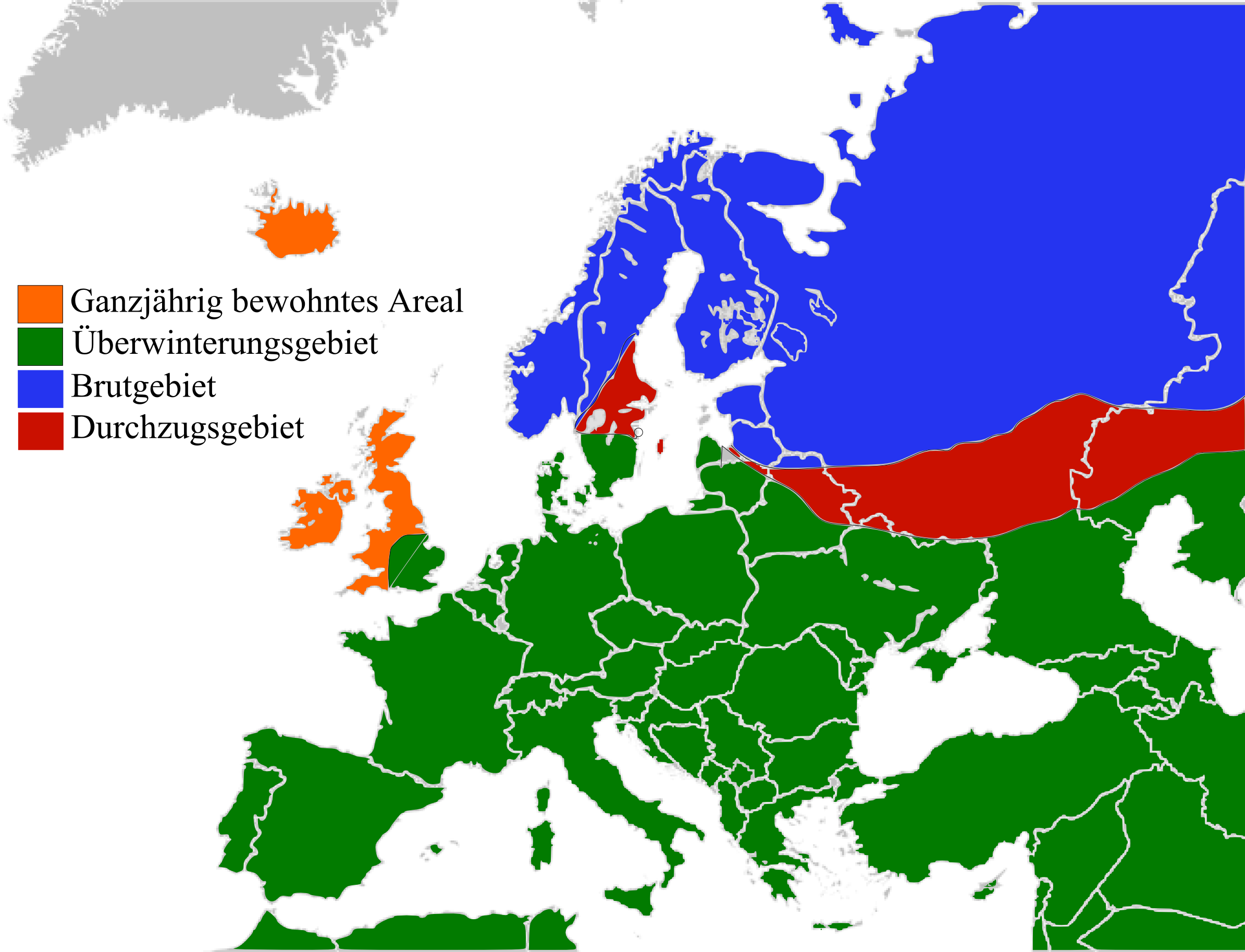
Die Verbreitung des Merlins in Europa

Er bewohnt dort Hochmoore, Heiden, Waldtundra und Zwergstrauchflächen und kommt außerdem in Birkenwäldern sowie an den baumlosen Küsten vor. In Mitteleuropa ist er überwiegend ein Durchzügler. Ein Brutverdacht besteht lediglich für Tschechien. Merline sind in der ersten Oktoberhälfte häufiger in Norddeutschland zu beobachten.

## Stimme
Die Rufe des Merlins sind in Mitteleuropa nur selten zu hören, da er im Winterquartier überwiegend stumm ist. Die Rufreihen können mit denen des Turmfalken verwechselt werden. Wird er während der Brutzeit gestört oder angegriffen, ist ein schrilles, kicherndes kikikikikiki zu vernehmen. Hasst er auf Greifvogelarten wie etwa den Raufußbussard, ändert sich dies zu einem jijijijijiji... oder einem kek-kek-kek. Das Weibchen ruft etwas schneller und heller als das Männchen.

## Nahrung
Der Merlin bevorzugt offene, baumarme Landschaft als Lebensraum und Jagdgebiet. Er jagt vorwiegend  Kleinvögel bis etwa zur Größe einer Drossel. Er schlägt sie in der Luft im Steilstoß von oben oder in bodennahem Pirschflug. Sein Flug ist ähnlich wie beim Sperber sehr schnell und wendig. Anders als der Sperber jagt er jedoch nicht in geschlossenen Ortschaften. Kleinsäuger, noch nicht flugfähige Jungvögel und größere Insekten ergänzen den Speiseplan des Merlins insbesondere während der Brutzeit.
Die Beute wird auf verschiedenen Erhebungen im offenen Gelände gerupft. Dabei werden in der Regel alle Schwingenfedern der Beutetiere entfernt.

## Fortpflanzung

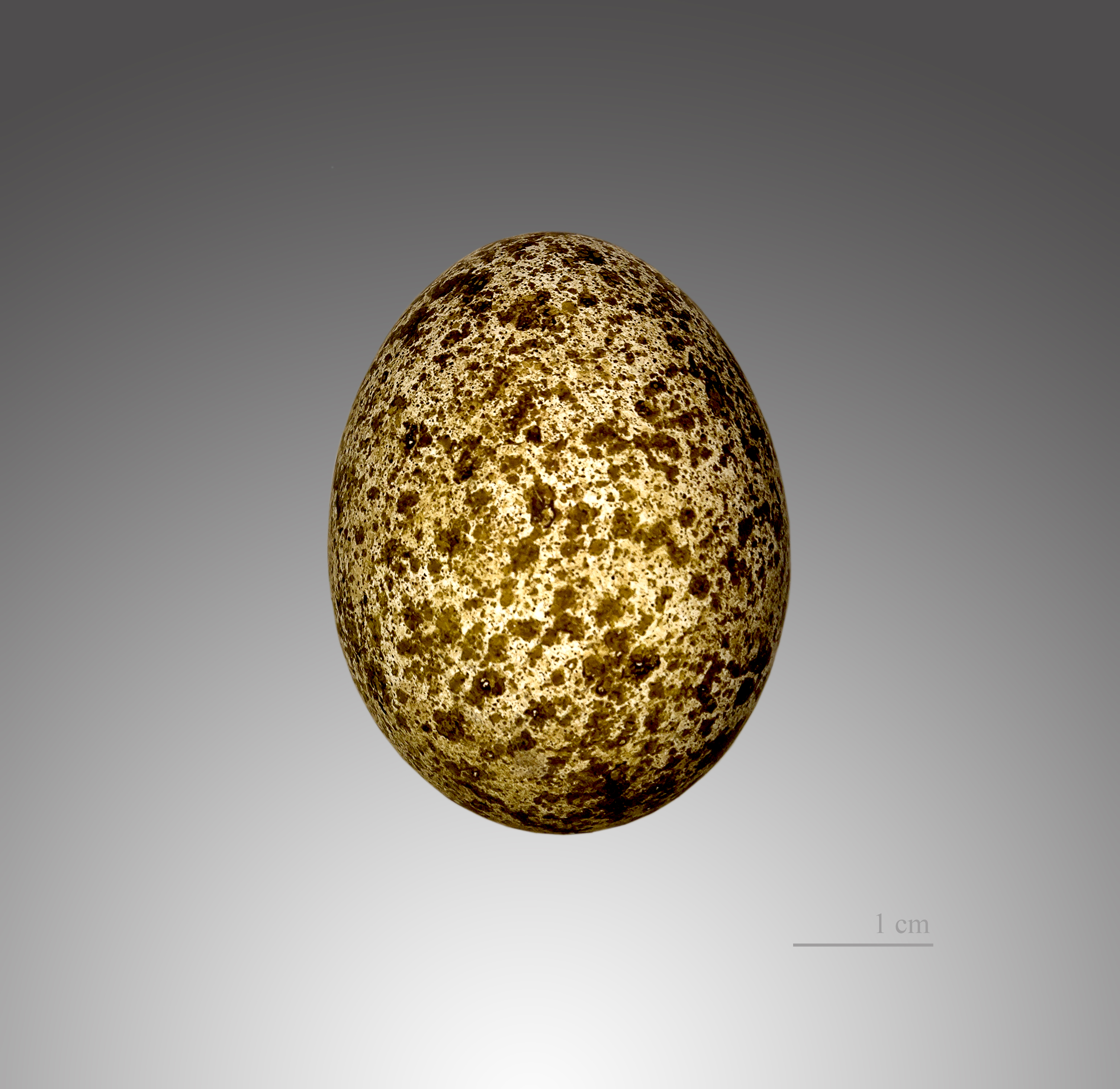
Falco columbarius

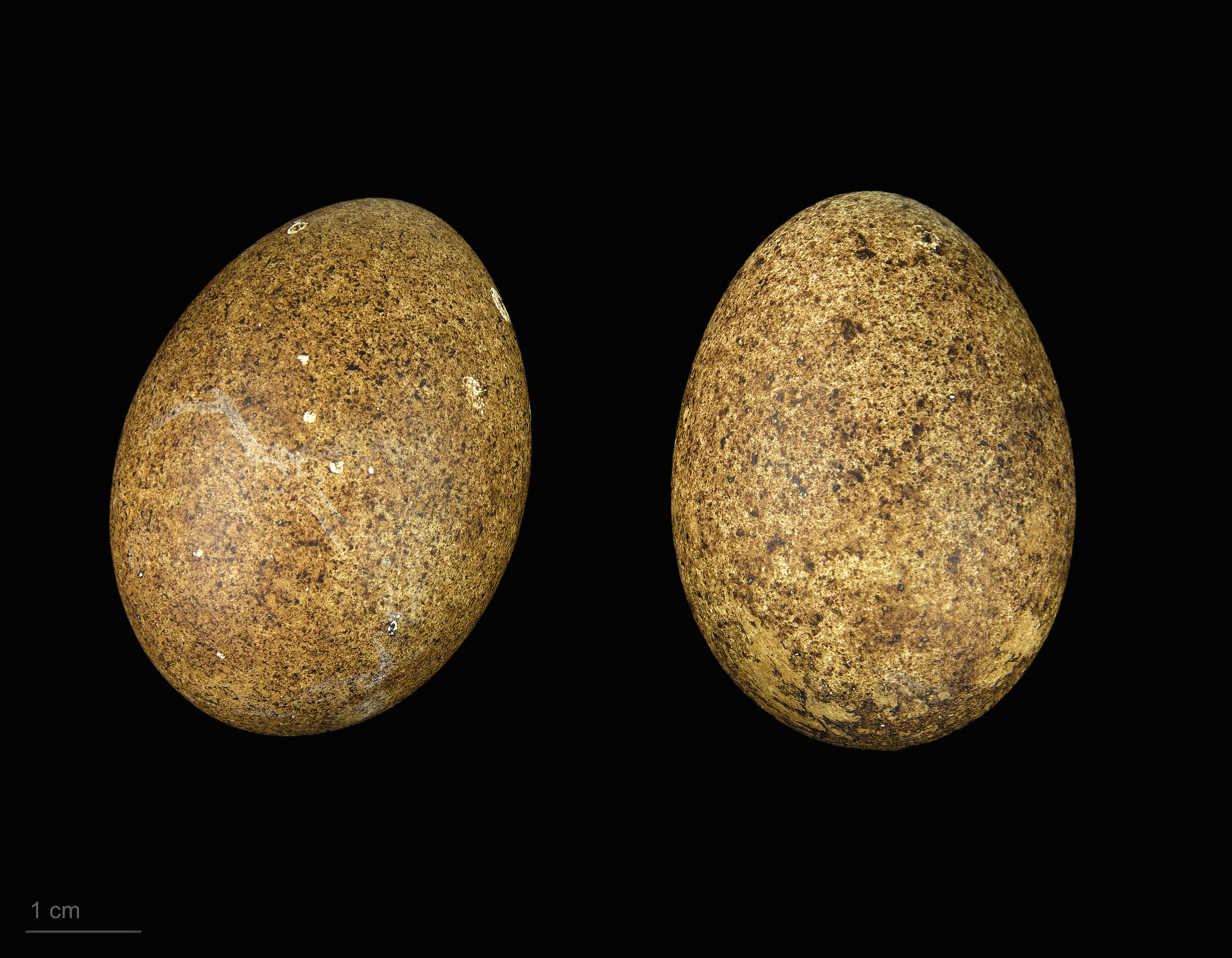
Falco columbarius subaesalon

Die Brutzeit variiert in Abhängigkeit vom Verbreitungsgebiet. Im Süden des Verbreitungsgebietes brüten Merline bereits ab Anfang April. Im Norden des Verbreitungsgebietes ist der Brutbeginn erst Ende Mai oder sogar Anfang Juni. Merline ziehen nur ein Gelege im Jahr groß. Ihr Brutgebiet sind baumlose Moore, Steppen, Dünen und Marschen. Lichte Wälder nutzen sie nur ausnahmsweise.
Das Nest wird in der Regel am Boden errichtet. Gelegentlich werden aber auch Felsbänder oder alte Horste größerer Vogelarten genutzt. Ein Vollgelege besteht in der Regel aus fünf bis sechs Eiern. Sehr große Gelege haben auch sieben Eier. Sie sind kurzspindelförmig bis kurzelliptisch, haben eine glatte und glanzlose Farbe. Ihre Grundfärbung ist blassbeige mit einer rotbraunen Sprenkelung, die so dicht sein kann, dass die beige Grundfärbung nicht mehr zu erkennen ist. Der Legeabstand beträgt etwa zwei Tage.
Das Gelege wird fast ausschließlich vom Weibchen bebrütet. Die Inkubationszeit beträgt 28 bis 32 Tage. Das Weibchen nimmt noch vor Vervollständigung des Geleges die Brut auf. Das Männchen bringt in dieser Zeit Futter in die Nähe des Horstes. Nach dem Schlupf werden die Nestlinge vom Weibchen intensiv gehudert. Auch in dieser Zeit ist es das Männchen, das die Nahrung heranbringt. Für die Fütterung ist jedoch das Weibchen zuständig. An der Versorgung der Jungvögel beteiligt sich das Weibchen erst wenige Tage vor dem Ausfliegen der Jungvögel. Flügge sind die Jungvögel mit etwa 25 bis 30 Lebenstagen. Sie verbleiben zunächst in der Nähe des Horstes und sind erst nach weiteren sechs Wochen selbständig.
Die Weibchen dieses Falken sind meist schon mit einem Jahr fortpflanzungsfähig, Männchen meist im Alter von zwei Jahren. Die Vögel führen eine Saisonehe.  Als Brutplatz kann eine flache Mulde im Boden oder Felshang ebenso dienen wie ein altes Krähen- oder Elsternest.

## Belege